# Édouard Baer
Édouard Baer (Parigi, 1º dicembre 1966) è un attore, regista e sceneggiatore francese.

## Biografia
Baer ha fatto da padrino al Festival di Cannes 2008, 2009, 2018 e 2019. Come attore teatrale ha ricevuto nel 2001 il Premio Molière come miglior esordiente maschile, nel 2006 Globe de Cristal Award for Best One Man Show e nel 2010 il premio Globe de Cristal Award for Best Play ed è stato nominato al premio Molière Award for Best Comedy.
Ha recitato nei film Asterix & Obelix - Missione Cleopatra (2002) e Asterix & Obelix al servizio di Sua Maestà (2012), rispettivamente secondo e quarto capitolo della saga cinematografica. Nel primo caso ha interpretato lo scriba Otis, mentre nel secondo caso ha ottenuto la parte del protagonista, Asterix il gallico. Nel 2018 affianca Cécile de France nel film Lady J.

## Filmografia parziale
- La rivoluzione francese (La Révolution française), regia di Robert Enrico (1989)
- La Folie douce, regia di  Frédéric Jardin (1994)
- Fast, regia di Dante Desarthe (1995)
- Raï, regia di Thomas Gilou (1995)
- L'appartamento (L'Appartement), regia di Gilles Mimouni (1996)
- Quinze sans billets, regia di Samuel Tasinaje - cortometraggio (1996)
- Caméléone, regia di Benoît Cohen (1996)
- Un complot de saltimbanques, regia di Jean Labib (1996)
- Héroïnes, regia di Gérard Krawczyk (1997)
- Rien sur Robert, regia di Pascal Bonitzer (1998)
- Terror Firmer, regia di Lloyd Kaufman (1999)
- La Bostella, regia di Édouard Baer (1999)
- Les Frères Sœur, regia di Frédéric Jardin (2000)
- La Chambre des Magiciennes, regia di Claude Miller (2000)
- Dio è grande, io no (Dieu est grand, je suis toute petite), regia di Pascale Bailly (2001)
- Betty Fisher e altre storie (Betty Fisher et autres histoires), regia di Claude Miller (2001)
- Asterix & Obelix - Missione Cleopatra (Astérix & Obélix: Mission Cléopâtre), regia di Alain Chabat (2002)
- Cravate Club, regia di Frédéric Jardin (2002)
- Le Bison (et sa voisine Dorine), regia di Isabelle Nanty (2002)
- Édouard est marrant, regia di Riton Liebman - cortometraggio (2002)
- Double Zéro, regia di Gérard Pirès (2004)
- À boire, regia di Marion Vernoux (2004)
- Per sesso o per amore? (Combien tu m'aimes?), regia di Bertrand Blier (2005)
- Triplice inganno (Les Brigades du Tigre), regia di Jérôme Cornuau (2006)
- Le avventure galanti del giovane Molière (Molière), regia di Laurent Tirard (2007)
- L'innocenza del peccato (La Fille coupée en deux), regia di Claude Chabrol (2007)
- 2 Alone in Paris (Seuls Two), regia di Ramzy Bedia e Eric Judor (2008)
- Gli amori folli (Les Herbes folles), regia di Alain Resnais (2009)
- Les Barons, regia di Nabil Ben Yadir (2009)
- Pollo alle prugne (Poulet aux prunes), regia di Marjane Satrapi, Vincent Paronnaud (2011)
- Asterix & Obelix al servizio di Sua Maestà (Astérix et Obélix: Au service de Sa Majesté), regia di Laurent Tirard (2012)
- Phantom Boy, regia di Jean-Loup Felicioli e Alain Gagnol (2015) - voce
- Lady J (Mademoiselle de Joncquières), regia di Emmanuel Mouret (2018)
- Una classe per i ribelli (La Lutte des classes), regia di Michel Leclerc (2019)
- A spasso con Willy (Terra Willy - Planète Inconnue), regia di Éric Tosti (2019) - voce
- La brava moglie (La Bonne Épouse), regia di Martin Provost (2020)
- Daaaaaalí!, regia di Quentin Dupieux (2023)

## Doppiatori italiani
- Neri Marcorè in Asterix & Obelix - Missione Cleopatra
- Christian Iansante in Double Zéro
- Gino La Monica in Triplice inganno
- Roberto Pedicini in Le avventure galanti del giovane Molière, Gli amori folli
- Claudio Moneta in Pollo alle prugne
- Franco Mannella in Asterix & Obelix al servizio di Sua Maestà
- Francesco Prando in Lady J, Una classe per i ribelli

Da doppiatore è sostituito da:
- Mimmo Strati in Phantom Boy
- Davide Perino in A spasso con Willy

## Programmi televisivi

### Conduttore
- Nonante (Canal Jimmy, 1993), co-presentato con Ariel Wizman.
- C'est pas le 20H (Canal+, 1994)
- À la rencontre de divers aspects du monde contemporain (Canal+, 1996), co-presentato con Ariel Wizman.
- Le Centre de visionnage (Canal+, 1997-1999)
- Secrets de femmes (Paris Première, 2002)
- Le Grand Plongeoir (France 2, 2003)
- Le Grand Restaurant (France 2 e M6, 2010)

### Produttore
- Studio 5 (France 5)

## Audiolibri
- (FR) Frédéric Beigbeder, Oona et Salinger, Parigi, éditions Audiolib, 2014, ISBN 9782356418401.